# Spiridens flagellaris
Spiridens flagellaris là một loài rêu trong họ Spiridentaceae. Loài này được Mitt. mô tả khoa học đầu tiên năm 1873.